# Distrito de Kegalle
Kegalle es un distrito de Sri Lanka en la provincia de Sabaragamuwa. Código ISO: LK.KE.
Comprende una superficie de 1 663 km².
El centro administrativo es la ciudad de Kegalle.

## Demografía
Según estimación 2010 contaba con una población total de 818 000 habitantes, de los cuales 418 000 eran mujeres y 400 000 varones.